# NGC 6436
NGC 6436 é uma galáxia espiral (Sc) localizada na direcção da constelação de Draco. Possui uma declinação de +60° 26' 59" e uma ascensão recta de 17 horas, 41 minutos e 13,2 segundos.
A galáxia NGC 6436 foi descoberta em 25 de Setembro de 1884 por Lewis A. Swift.